# Gare de Villeneuve-sur-Yonne
Pour les articles homonymes, voir Gare de Villeneuve.
La gare de Villeneuve-sur-Yonne est une gare ferroviaire française de la ligne de Paris-Lyon à Marseille-Saint-Charles, située à proximité du centre-ville, sur le territoire de la commune de Villeneuve-sur-Yonne, dans le département de l'Yonne, en région Bourgogne-Franche-Comté.
Elle est mise en service en 1849 par l'État français. C'est une gare de la Société nationale des chemins de fer français (SNCF) desservie, par des trains TER Bourgogne-Franche-Comté.

## Situation ferroviaire
Établie à 82 m d'altitude, la gare de Villeneuve-sur-Yonne est située au point kilométrique (PK) 126,958 de la ligne de Paris-Lyon à Marseille-Saint-Charles, entre les gares d'Étigny - Véron et de Saint-Julien-du-Sault.

## Histoire

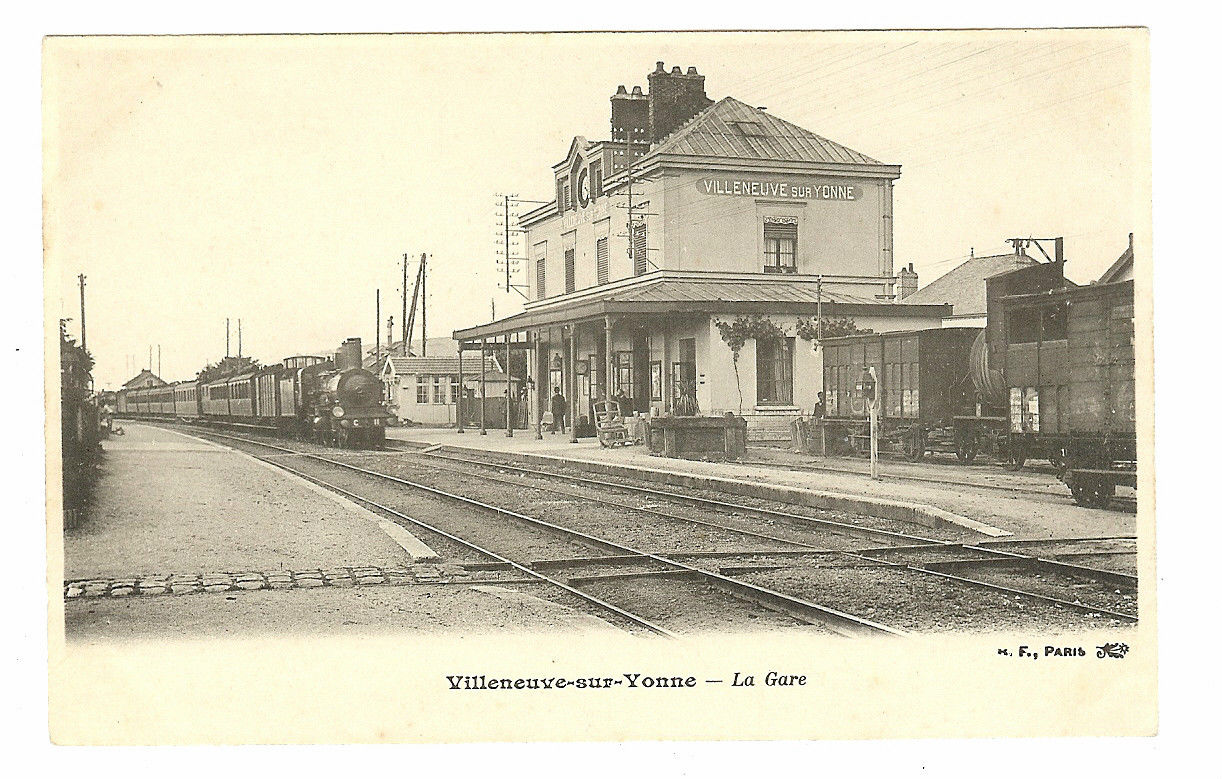
La gare en 1900.

Elle a été mise en service le 12 août 1849 par l'État français. Elle devient une gare de la Compagnie du chemin de fer de Paris à Lyon en 1852 puis de la Compagnie des chemins de fer de Paris à Lyon et à la Méditerranée (PLM) en 1857. Ses voies ont été électrifiées en août 1950.

## Service des voyageurs

### Accueil
C'est une gare SNCF qui dispose d'un bâtiment voyageurs, avec guichet, ouvert du lundi au vendredi, de 5 h 15 à 12 h 15 et d'un automate pour l'achat des titres de transport.

### Desserte
Villeneuve-sur-Yonne est une gare du réseau TER Bourgogne-Franche-Comté desservie par des trains qui effectuent des missions entre les gares de Paris-Gare-de-Lyon et de Laroche - Migennes ainsi qu'entre celles de Paris-Bercy et d'Auxerre-Saint-Gervais.

### Fréquentation
De 2015 à 2023, selon les estimations de la SNCF, la fréquentation annuelle de la gare s'élève aux nombres indiqués dans le tableau ci-dessous.
| Année     | 2015   | 2016   | 2017   | 2018   | 2019   | 2020   | 2021   | 2022   | 2023   | 2024   |
| --------- | ------ | ------ | ------ | ------ | ------ | ------ | ------ | ------ | ------ | ------ |
| Voyageurs | 51 020 | 45 945 | 46 191 | 41 845 | 53 213 | 34 580 | 46 759 | 69 430 | 71 504 | 71 644 |

### Intermodalité
Un parc pour les vélos et un parking y sont aménagés.